# فارا نووارزه
فارا نووارزه (به ایتالیایی: Fara Novarese) یک کومونه در ایتالیا است که در استان نووارا واقع شده‌است.

## خصوصیات
فارا نووارزه ۹٫۴ کیلومترمربع مساحت و ۲٬۰۸۵ نفر جمعیت دارد.